# Slorok (Garum)
Slorok is een bestuurslaag in het regentschap Blitar van de provincie Oost-Java, Indonesië. Slorok telt 7488 inwoners (volkstelling 2010).